# スティーブ・シーモア
スティーブ・シーモア （Stephen ("Steve") Andrew Seymour、1920年10月4日 - 1973年6月18日）は、アメリカ合衆国ニューヨーク市出身の陸上競技選手。1948年ロンドンオリンピックの銀メダリストである。

## 経歴
シーモアは、アメリカの陸上競技の歴史において、やり投の祖とみなされている選手である。陸上競技王国といわれるアメリカであるが、男子やり投については、第二次世界大戦前のオリンピックで獲得したメダルは、1924年パリオリンピックでユージーン・オバーストが獲得した銅メダルが1個だけと、この競技はフィンランドをはじめとするヨーロッパ勢に席巻されていた。
シーモアは、やり投の技術を学びにフィンランドに行き、世界トップクラスの技術を学んだ。やがてシーモアの努力は実を結んでゆき、1947年のAAU選手権で75.79mのアメリカ記録を樹立。ようやく世界との差は10フィート以内まで縮まってきた。
そして、1948年、シーモアはロンドンオリンピックに出場。67.56mの記録で、フィンランドのタピオ・ラウタヴァーラに敗れたものの、アメリカ選手として過去最高の銀メダルを獲得した。シーモアは3年後の1951年にはパンアメリカンゲームズでも銀メダルを獲得している。

## 主な実績
| 年   | 大会                   | 場所                           | 種目   | 結果 | 記録   |
| ---- | ---------------------- | ------------------------------ | ------ | ---- | ------ |
| 1948 | オリンピック           | ロンドン(イギリス)             | やり投 | 銀   | 67.56m |
| 1951 | パンアメリカンゲームズ | ブエノスアイレス(アルゼンチン) | やり投 | 銀   | 67.08m |